# Чегедуєво
Чегеду́єво (рос. Чегедуево, чув. Чĕкету) — присілок у складі Урмарського району Чувашії, Росія. Входить до складу Кульгеського сільського поселення.
Населення — 31 особа (2010; 78 у 2002).
Національний склад:
- чуваші — 99 %